# Ulica Lubelska w Olsztynie
Ulica Lubelska w Olsztynie – jedna z ważniejszych arterii komunikacyjnych miasta. Odcinek pomiędzy skrzyżowaniem z ulicą Budowlaną a granicami administracyjnymi miasta jest częścią drogi tranzytowej, łączącej Mazury z południową częścią Polski. Główną przyczyną tego faktu jest funkcja trasy wylotowej w kierunku Augustowa oraz Ogrodnik (granicy z Litwą), jaką spełnia ulica Lubelska. Rozciąga się ona od placu Konstytucji 3 Maja (skrzyżowania z ulicami Dworcową, Kościuszki i Partyzantów, nieopodal Dworca Głównego PKP) do wschodnich granic administracyjnych miasta. Ulica ma cztery pasy ruchu (po dwa w każdym kierunku) pomiędzy placem Konstytucji 3 Maja a wiaduktem kolejowym nad ulicą (wiadukt znajdujący się pomiędzy ul. Stalową a ul. Budowlaną).

## Historia ulicy
Za czasów Prus Wschodnich ulica nazywała się Karl-Roensch-Straße (ulica Roenscha) – na cześć miejskiego urzędnika i prezydenta działu handlu w Olsztynie, który pracował i żył w Olsztynie w latach 1885–1919. Współpracował razem z dawnymi burmistrzami Olsztyna : Oskarem Belianem, a później z Goergiem Zülchem, który doprowadził do rozwinięcia sieci wodociągowej, rozbudowy elektrowni miejskiej oraz elektrycznego tramwaju.
Po wojnie nastąpiła zmiana nazwy ulicy na ulicę Lubelską. W latach 60. XX wieku, rozwinął się przemysł wokół ulicy Lubelskiej, wraz z rozbudową olsztyńskiej Chłodni, a w pierwszych latach XXI wieku, wybudowano cerkiew greckokatolicką oraz hurtownię Makro Cash and Carry.

## Obiekty
Przy ulicy Lubelskiej znajdują się m.in.:
- Tor motocrossowy
- Urząd Kontroli Skarbowej
- Laboratorium Kryminalistyczne Komendy Wojewódzkiej Policji
- Chłodnia Olsztyn
- Hurtownia Makro Cash and Carry
- greckokatolicka Katedra Opieki Najświętszej Maryi Panny

## Komunikacja
Ulicą Lubelską biegną trasy 5 linii autobusowych (w tym jednej podmiejskiej). Są to linie numer: 106, 121, 128, 141 oraz 304.

## Galeria

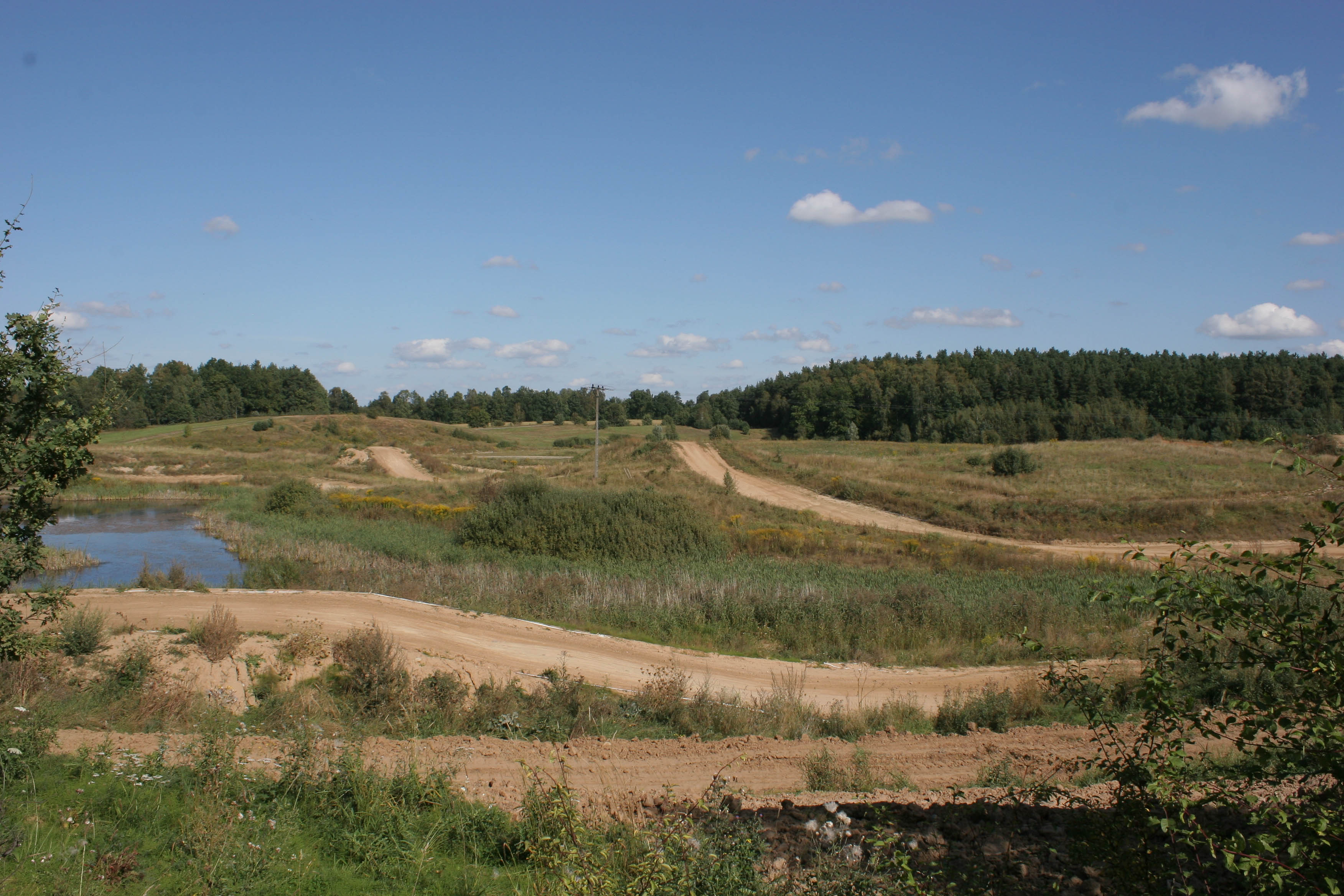
Tor motocrossowy
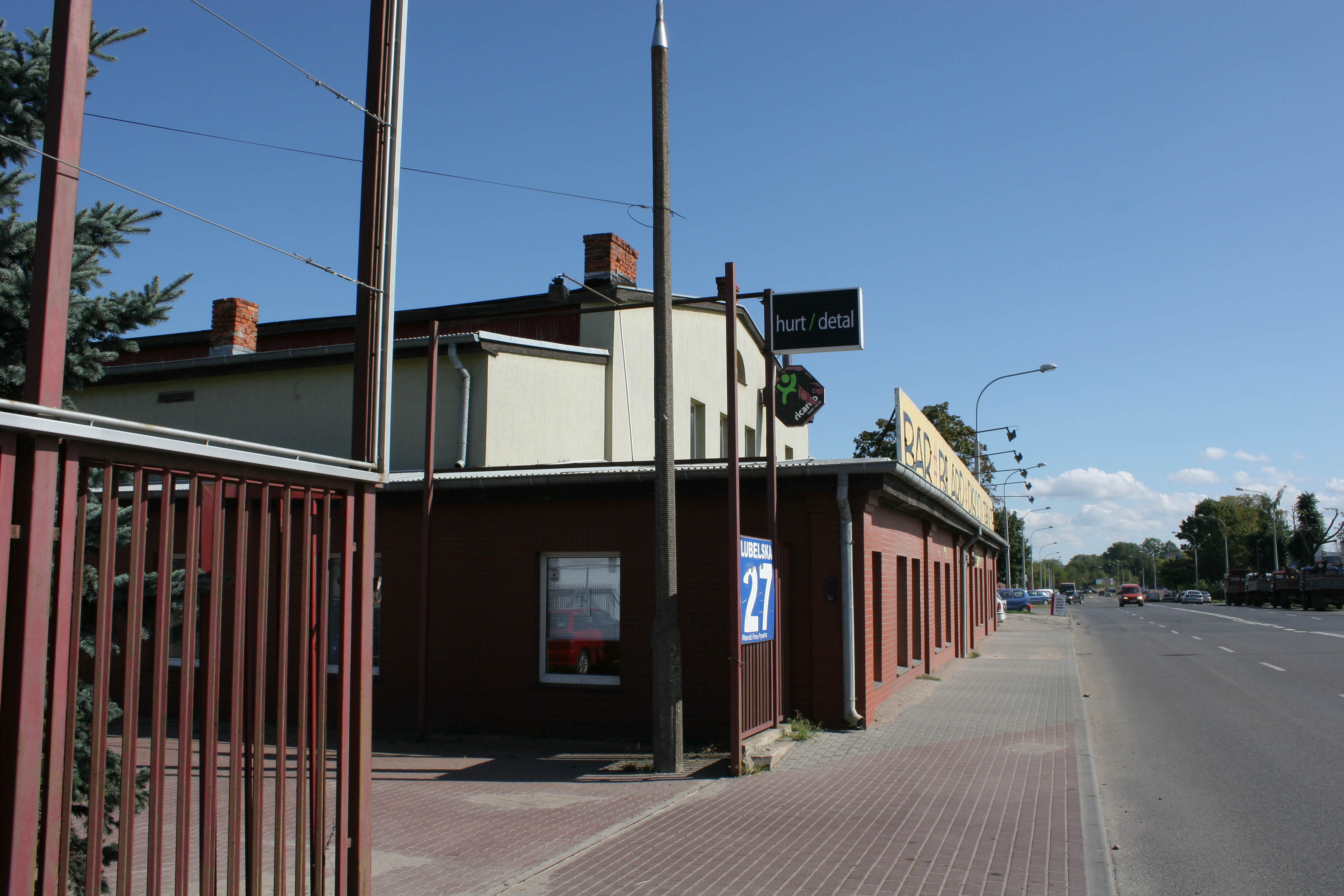
ul. Lubelska, dawna hala sportowa